# Holmträsket (Jokkmokks socken, Lappland, 735513-171204)
Holmträsket är en sjö i Jokkmokks kommun i Lappland och ingår i Luleälvens huvudavrinningsområde. Sjön har en area på 0,163 kvadratkilometer och ligger 186 meter över havet.

## Delavrinningsområde
Holmträsket ingår i det delavrinningsområde (735432-171728) som SMHI kallar för Mynnar i Bodträskån. Medelhöjden är 228 meter över havet och ytan är 35,26 kvadratkilometer. Det finns inga avrinningsområden uppströms utan avrinningsområdet är högsta punkten. Kierisjaurbäcken som avvattnar avrinningsområdet har biflödesordning 3, vilket innebär att vattnet flödar genom totalt 3 vattendrag innan det når havet efter 113 kilometer. Avrinningsområdet består mestadels av skog (59 procent) och sankmarker (29 procent). Avrinningsområdet har 0,73 kvadratkilometer vattenytor vilket ger det en sjöprocent på 2,1 procent.